# Andreas Wessels
Andreas Wessels (* 6. Juli 1964 in Uedem) ist ein ehemaliger deutscher Fußballspieler.

## Karriere
Wessels wuchs am Niederrhein im Kreis Kleve auf und begann seine fußballerische Laufbahn beim SV Uedem. Über den SC Kleve 63 kam er zum damaligen Oberligisten Viktoria Goch, wo er Stammtorhüter der Herrenmannschaft wurde. 1986 wechselte er zum VfL Bochum. Zunächst war er Nummer zwei hinter Ralf Zumdick. Während der Saison 1989/90 wurde er zum Stammtorhüter. Er bestritt als Torhüter 121 Bundesligaspiele für den VfL. 1995 verpflichtete Klaus Toppmöller mit Thomas Ernst und Uwe Gospodarek zwei neue Torhüter, Wessels wechselte zum SC Fortuna Köln in die 2. Bundesliga. Dort war er bis zu seinem verletzungsbedingten Karriereende 1998 aktiv.

## Privates
Andreas Wessels hat drei Kinder und betreibt eine Soccerhalle in Köln.